# Metalumineus
Metalumineus (Engels: metaluminous) staat in de petrologie en vulkanologie voor stollingsgesteente, magma of lava dat minder oxide van aluminium bevat dan oxiden van kalium, natrium en calcium samen, maar meer oxide van aluminium dan dat van natrium en kalium samen. Peralumineus gesteente is "onderverzadigd in aluminium" (Engels: alumina-undersaturated).
Per definitie geldt dat de aluminiumverzadigingsindex kleiner is dan 1, maar de peralkaliniteitindex groter dan 1:
Al2O3 / [Na2O + K2O + CaO] < 1
Al2O3 / [Na2O + K2O] > 1
Gesteenten waarvan beide ratio's kleiner zijn dan 1 worden peralkalien genoemd, gesteenten waarvan beide ratio's groter zijn dan 1 worden peralumineus genoemd.
Metalumineus gesteente bevat relatief weinig aluminium maar relatief veel calcium, wat zich uit door de aanwezigheid van het mineraal hornblende. De relatief hoge concentratie calcium kan betekenen dat het gesteente mineralen als apatiet, diopsiet of wollastoniet bevat.